# Constance Viola Mitcham
Dame Constance Viola Mitcham DBE (* 1947 in Sandy Point Town) ist eine Juristin und ehemalige Ministerin aus St. Kitts und Nevis. Sie war 1984 die erste Frau in der Nationalversammlung des Landes.

## Berufsweg
Constance Viola Mitcham besuchte die Schulen in St. Kitts bis zur High School. In England erwarb sie die Zulassung zur Universität und absolvierte ein Studium der Rechtswissenschaften an der Kingston University in London. Mitcham erwarb den Bachelor of Laws mit Auszeichnung und schloss ihr Studium am Middle Temple ab. Im Jahr 1972 erhielt sie die Zulassung als Barrister at Law in England und Wales.
Mitcham kehrte 1974 in die Karibik zurück und wurde bei den Gerichten von Saint Kitts und Nevis, Anguilla, den Britischen Jungferninseln und Antigua zugelassen. In ihrer juristischen Laufbahn war sie auch Kanzlerin des Obersten Gerichts, Oberste Richterin und Wahlleiterin für die Britischen Jungferninseln; Präsidentin der Anwaltskammer für St. Kitts und Nevis und Oberste Richterin für St. Kitts. Daneben war sie Vizepräsidentin der International Federation of Women Lawyers (IFWL/FIDA; Internationaler Verband weiblicher Anwälte).
Als Mitglied der Delegation handelte Mitcham 1982 die Unabhängigkeit ihres Landes vom Vereinigten Königreich mit aus. Zwei Jahre später wurde sie als erste Frau in das Parlament von St. Kitts und Nevis gewählt. Mitcham übernahm das Amt der Ministerin für Gesundheit, Frauenangelegenheiten und Arbeit. Im Jahr 1995 zog sie sich aus der aktiven Politik zurück, war aber noch 2015 als Leiterin ihrer Anwaltskanzlei und Sonderberaterin des Premierministers Harris tätig.
Im Juni 2019 wurde Constance Viola Mitcham aus Anlass des Geburtstags von Elisabeth II. zur Dame Commander (CBE) des Order of the British Empire ernannt. Die Nevis Pages zählten sie im Februar 2016 zu den 40 einflussreichsten und mächtigsten Frauen von St. Kitts und Nevis.